# Thể thao điện tử tại Đại hội Thể thao Đông Nam Á 2021
Thể thao điện tử tại Đại hội Thể thao Đông Nam Á 2021 được tổ chức tại Trung tâm Hội nghị Quốc gia ở Hà Nội, Việt Nam từ ngày 13 đến ngày 22 tháng 5 năm 2022. Đây là giải đấu thể thao điện tử thứ hai với tư cách là sự kiện tranh huy chương trong một cuộc thi đa môn thể thao được Ủy ban Olympic Quốc tế chấp thuận.
Có tổng cộng 10 bộ huy chương được trao cho các tuyển thủ tham dự nội dung này, với 10 nội dung. Các nội dung được Liên đoàn thể thao điện tử châu Á công nhận và đã được Bộ Thông tin và Truyền thông cấp phép phát hành tại Việt Nam.

## Địa điểm
Thể thao điện tử tại Đại hội thể thao Đông Nam Á 2021 được tổ chức tại Trung tâm Hội nghị Quốc gia ở Hà Nội, Việt Nam.
| Hà Nội                      |
| --------------------------- |
| Trung tâm Hội nghị Quốc gia |
| Sức chứa: 3.800             |
|                             |

## Nội dung
Ngày 24 tháng 3 năm 2021, các nội dung môn Thể thao điện tử được Bộ Văn hóa, Thể thao và Du lịch và Hội Thể thao điện tử giải trí Việt Nam (VIRESA) công bố. Theo đó, có 10 nội dung (thuộc 8 tựa game) được đưa vào chương trình thi đấu gồm:
1. Liên Quân Mobile (Arena of Valor) - Đồng đội
2. PUBG Mobile - Đồng đội
3. PUBG Mobile - Cá nhân
4. Free Fire - Đồng đội
5. Liên Minh Huyền Thoại (League of Legends) - Đồng đội
6. FIFA Online 4 – Đồng đội
7. Liên Minh Huyền Thoại: Tốc Chiến (League of Legends: Wild Rift) – Đồng đội Nam
8. Liên Minh Huyền Thoại: Tốc Chiến (League of Legends: Wild Rift) – Đồng đội Nữ
9. Đột Kích (CrossFire) - Đồng đội
10. Mobile Legends: Bang Bang - Đồng đội

## Số lượng vận động viên
Theo quy định của nước chủ nhà Việt Nam, các vận động viên phải đủ 18 tuổi trở lên tại thời điểm diễn ra đại hội, tức là có ngày sinh trước ngày 12 tháng 5 năm 2004..
- Với nội dung thi đấu đồng đội bộ môn FIFA Online 4, mỗi quốc gia đăng ký 1 đội gồm 3 vận động viên chính thức cùng 1 vận động viên dự bị.[1][7]
- Với nội dung thi đấu cá nhân bộ môn PUBG Mobile, mỗi quốc gia tham dự thi đấu được phép đăng ký thi đấu tối đa 6 vận động viên.[1][8]
- Với các nội dung thi đấu đồng đội bộ môn PUBG Mobile và Free Fire, mỗi quốc gia đăng ký tối đa 2 đội/1 nội dung, trong đó một đội không quá 4 vận động viên chính thức cùng 1 vận động viên dự bị. Ngoài ra đối với PUBG Mobile, tổng số vận động viên của mỗi quốc gia đăng ký cho cả hai nội dung cá nhân và đồng đội tối đa không quá 10 vận động viên.[1][9]
- Với các nội dung thi đấu Liên Quân Mobile, Liên Minh Huyền Thoại, Liên Minh Huyền Thoại: Tốc chiến (đồng đội nam, đồng đội nữ), Đột Kích và Mobile Legends: Bang Bang mỗi quốc gia đăng ký 1 đội/1 nội dung, trong đó một đội không quá 5 vận động viên chính thức cùng 2 vận động viên dự bị.[1][10]
- Ngoài nội dung đồng đội nam, đồng đội nữ, các nội dung thi đấu còn lại không phân giới tính, các vận động viên nam và nữ được phép kết hợp thi đấu với nhau trong các nội dung.[1]

## Các quốc gia tham dự
Bảng sau thể hiện số vận động viên tham dự các nội dung.
Chú thích
- — Quốc gia đó không tham gia nội dung
- (2) — Số đội tham dự nội dung của quốc gia đó (đối với nội dung Free Fire và PUBG Mobile)
- X  — Quốc gia có tham dự nội dung nhưng chưa xác định số lượng vận động viên

| Quốc gia    | Đột Kích | FIFA Online 4 | Free Fire | Liên Minh Huyền Thoại | Liên Minh Huyền Thoại: Tốc Chiến | Liên Minh Huyền Thoại: Tốc Chiến | Liên Quân Mobile | PUBG Mobile | PUBG Mobile | Mobile Legends: Bang Bang | Tổng |
| Quốc gia    | Đột Kích | FIFA Online 4 | Free Fire | Liên Minh Huyền Thoại | Đồng đội nam                     | Đồng đội nữ                      | Liên Quân Mobile | Cá nhân     | Đồng đội    | Mobile Legends: Bang Bang | Tổng |
| ----------- | -------- | ------------- | --------- | --------------------- | -------------------------------- | -------------------------------- | ---------------- | ----------- | ----------- | ------------------------- | ---- |
| Brunei      |          |               |           |                       |                                  |                                  |                  | 6           | 10 (2)      |                           | 10   |
| Campuchia   |          |               |           |                       |                                  |                                  |                  | 3           | 5 (1)       |                           | 5    |
| Đông Timor  |          |               |           |                       |                                  |                                  |                  |             |             |                           | 0    |
| Indonesia   | 6        | 4             | 10 (2)    |                       |                                  |                                  |                  | 6           | 10 (2)      | 7                         | 37   |
| Lào         | 5        |               | 8 (2)     | 5                     | 5                                | 5                                | 5                | 6           | 10 (2)      | 6                         | 49   |
| Malaysia    |          | 4             | 9 (2)     | 7                     | 6                                |                                  | 7                | 6           | 10 (2)      | 7                         | 50   |
| Myanmar     |          |               |           |                       | 5                                |                                  |                  | 6           | 10 (2)      | 5                         | 20   |
| Philippines | 6        | 3             | 9 (2)     | 6                     | 6                                | 5                                | 6                | 6           | 10 (2)      | 7                         | 58   |
| Singapore   |          | 4             |           | 7                     | 7                                | 6                                |                  |             |             | 5                         | 29   |
| Thái Lan    |          | 4             | 10 (2)    | 6                     | 7                                | 7                                | 7                | 6           | 10 (2)      |                           | 51   |
| Việt Nam    | 6        | 4             | 9 (2)     | 6                     | 6                                | 7                                | 7                | 6           | 10 (2)      | 7                         | 62   |

1. ↑  Vận động viên thi đấu nội dung cá nhân là các thành viên của nội dung đồng đội
2. ↑  2 đội tuyển Free Fire của Lào sau đó đã bị truất quyền thi đấu sau khi xác nhận các thành viên chưa đủ tuổi tham dự.

## Lịch thi đấu
Lịch thi đấu được BTC môn Thể thao điện tử thông báo vào ngày 1 tháng 5.
| LKM | Lễ khai mạc | VB / VL | Vòng bảng / Vòng loại | BK | Bán kết | CK | Chung kết | LBM | Lễ bế mạc |

| Nội dung↓/Ngày →                                                | Nội dung↓/Ngày →                          | T5 12 | T6 13 | T7 14 | CN 15 | T2 16 | T3 17 | T4 18 | T5 19 | T6 20 | T7 21 | CN 22 | T2 23 |
| --------------------------------------------------------------- | ----------------------------------------- | ----- | ----- | ----- | ----- | ----- | ----- | ----- | ----- | ----- | ----- | ----- | ----- |
| Đột Kích (Cross Fire)                                           | Đột Kích (Cross Fire)                     |       |       |       |       |       |       |       |       | VB    | CK    |       |       |
| FIFA Online 4                                                   | FIFA Online 4                             |       | VB    | CK    |       |       |       |       |       |       |       |       |       |
| Free Fire                                                       | Free Fire                                 | CK    |       | CK    |       |       |       |       |       |       |       |       |       |
| Liên Minh Huyền Thoại (League of Legends)                       | Liên Minh Huyền Thoại (League of Legends) |       |       |       |       |       |       |       | VB    | BK    | CK    |       |       |
| Liên Minh Huyền Thoại: Tốc Chiến (League of Legends: Wild Rift) | Đồng đội nam                              | VB    | VB    | CK    |       |       |       |       |       |       |       |       |       |
| Liên Minh Huyền Thoại: Tốc Chiến (League of Legends: Wild Rift) | Đồng đội nữ                               |       |       |       |       | VB    | CK    |       |       |       |       |       |       |
| Liên Quân Mobile (Arena of Valor)                               | Liên Quân Mobile (Arena of Valor)         |       |       |       |       |       |       |       | VB    | BK    | CK    |       |       |
| PUBG Mobile                                                     | Cá nhân                                   |       |       |       | CK    | CK    |       |       |       |       |       |       |       |
| PUBG Mobile                                                     | Đồng đội                                  |       |       |       |       |       | VL    |       | CK    | CK    | CK    |       |       |
| Mobile Legends: Bang Bang                                       | Mobile Legends: Bang Bang                 |       |       |       |       |       | VB    | VB    | CK    |       |       |       |       |
| Lễ khai mạc/Bế mạc                                              |                                           | LKM   |       |       |       |       |       |       |       |       |       |       | LBM   |

## Danh sách huy chương

### Môn thi đấu trên máy tính
| Nội dung                                  | Vàng | Bạc | Đồng |
| ----------------------------------------- | --- | --- | --- |
| Đột Kích (CrossFire)                      | Việt Nam · Mai Thanh Phong · Bùi Đình Văn · Lê Văn Sơn · Lương Đức Tuấn · Đàm Việt Hưng · Văn Phú Duy    | Philippines · Dennis Ramos Jr. · Aldrin Paul Borabon · Christian Amores · John Kenneth Alde · Matthew Arnaez · Arthur Tecson                               | Indonesia · Kurniawan Yudi · Samuel Santosa · Evan Jordan · Derry Alviano · Gian Kurnadi · Riddho Muharam                               |
| FIFA Online 4                             | Thái Lan · Teedech Songsaisakul · Phatanasak Varanan · Sorawit Rojjanasinlapin · Saravut Jaima           | Việt Nam · Nguyễn Hoàng Hiệp · Trần Minh Quang · Lê Huy Hải · Nguyễn Lê Thanh Tòng                                                                         | Malaysia · Darren Gan · Muhammad Asyraf Kamal · Muhammad Luqman Haziq Hajiman · Wan Muhammad Hakimm Wan Narizan                         |
| Liên Minh Huyền Thoại (League of Legends) | Việt Nam · Trần Duy Sang · Đỗ Duy Khánh · Đặng Thanh Phê · Võ Thanh Tùng · Mai Hoàng Sơn · Trần Đức Hiếu | Philippines · Hezro Elijah Canlas · Jan Raphael Retance · Andre Dominique Soriano · David Emmanuel Tapang · Jan Edward Hortizuela · Matthew Aeiden Rogando | Singapore · Lee Chen Ming · Winston Tai Yi Sheng · Dominic Loh · Teo Jia Xiang · Timothy Lim Chin Kiat · Wayne Aw · Mervyn Yee Xuan Wen |

### Môn thi đấu trên điện thoại
| Nội dung                                                                       | Vàng | Bạc | Đồng |
| ------------------------------------------------------------------------------ | --- | --- | --- |
| Free Fire                                                                      | Indonesia · Shahin Taskhir · Nur Ivaldi Fajar · Richard William Manurung · Ibnu Nasir Ramdani · Victor Innosensius                                                       | Indonesia · Agus Suparman · Rehan Maghfur Al Ghifari · Rhama Satria · Muhammad Fikri Alief Pratama · Rafli Aidil Fitrah                                           | Thái Lan · Mathina Thaprasert · Anucha Lamphao · Sitta Ngarmchana · Sitthisak Hongkampew · Warawut Penpaitoon                                                                              |
| Liên Minh Huyền Thoại: Tốc Chiến (League of Legends: Wild Rift) (Đồng đội Nam) | Việt Nam · Nguyễn Chí Khanh · Nguyễn Hữu Phát · Phạm Quốc Bình · Đỗ Thành Đạt · Nguyễn Minh Trí · Phạm Quốc Thắng                                                        | Thái Lan · Metis Wongchoosee · Prasittichai Jiadchat · Nutchanon Yailuang · Jirapat Khawmee · Soragit Buranathanasin · Nuttapong Menkasikan · Juckkirsts Kongubon | Singapore · Alex Tan Yew Ming · Tan Yee Khai · Chua Wee Kiat · Kenneth Goh · Wong Jing Kai · Lim Wyi Shawn · Lam Wei Hao Jervis                                                            |
| Liên Minh Huyền Thoại: Tốc Chiến (League of Legends: Wild Rift) (Đồng đội Nữ)  | Philippines · Rose Ann Marie Robles · April Mae Valiente · Christine Ray Roque Natividad · Charize Joyed Pagdanganan Doble · Giana Joanne Llanes                         | Singapore · Xiang Shasha · Wong Ming Yan · Chua Yun Qin · Valerie Seng Ser Lee · Jeslyn Kweh Si Hui · Bay Hui Qing                                                | Thái Lan · Kansinee Thanatipiyaphat · Nunthaporn Ruengsuwan · Pemika Ramani Tarani · Naphatporn Upcha · Preeyawan Putthachat · Kanokporn Panpim · Thitima Namsiripongpan                   |
| Liên Quân Mobile (Arena of Valor)                                              | Thái Lan · Thana Somboonprom · Peerawat Piachart · Pakkapon Saethong · Pasu Yensabai · Eikapong Korhonen · Sanpett Marat · Sorawichaya Mahavanakul                       | Việt Nam · Lý Vương Thuyên · Thóng Lai Bâng · Lương Hoàng Phúc · Phạm Vũ Hoài Nam · Đinh Tấn Khoa · Nguyễn Công Vinh · Nguyễn Thanh Lâm                           | Malaysia · Loo Yong Leong · Shee Ji Hong · Lai Chia Chien · Cheng Wei Han · Cheoh Yong Chen · Cham Hong Xin · Chye Zi Yang                                                                 |
| Mobile Legends: Bang Bang                                                      | Philippines · Kyle Dominic Soto · Danerie James Del Rosario · Salic Alauya Imam · Lee Howard Gonzales · Johnmar Villaluna · Dexstar Louise Cruz Alaba · Russel Aaron Usi | Indonesia · Rivaldi Fatah · Albert Neilsen Iskandar · Ihsan Besari Kusudana · Calvin Winata · Calvin · Gilang · Nicky Fernando Pontonuwu                          | Singapore · Chong Ru Chyi · Remas Ker Zhen Hong · Basil Lim Dao Ze · Chong Jin Ee Adam · Akihiro Furusawa                                                                                  |
| PUBG Mobile (Cá nhân)                                                          | Phan Văn Đông · Việt Nam | Alan Raynold Kumaseh · Indonesia | Purin Rongkhankaew · Thái Lan |
| PUBG Mobile (Đồng đội)                                                         | Indonesia · Febrianto Genta Prakasa · Muhammad Albi · Genta Effendy · Made Bagus Prabaswara · Jason Kurniawan                                                            | Việt Nam · Đinh Dương Thành · Vũ Hoàng Hưng · Mạc Anh Hào · Chu Trung Đức · Phan Văn Đông                                                                         | Malaysia · Muhammad Izzrudin · Mohamad Amizul Hafiz Bin Mohd Fadzli · Muhammad Irfan Jafni Bin Mohamad · Muhammad Farish Husaini Bin Zailani · Muhammad Faiz Aiman Baharuddin Bin Abdullah |

## Bảng tổng sắp huy chương
| Hạng               | Đoàn               | Vàng | Bạc | Đồng | Tổng số |
| ------------------ | ------------------ | ---- | --- | ---- | ------- |
| 1                  | Việt Nam           | 4    | 3   | 0    | 7       |
| 2                  | Indonesia          | 2    | 3   | 1    | 6       |
| 3                  | Philippines        | 2    | 2   | 0    | 4       |
| 4                  | Thái Lan           | 2    | 1   | 3    | 6       |
| 5                  | Singapore          | 0    | 1   | 3    | 4       |
| 6                  | Malaysia           | 0    | 0   | 3    | 3       |
| Tổng số (6 đơn vị) | Tổng số (6 đơn vị) | 10   | 10  | 10   | 30      |